# جلين مكروري
جلين مكروري (بالإنجليزية: Glenn McCrory)‏ مواليد 23 سبتمبر 1964 في إنجلترا، هو ملاكم محترف إنجليزي حيث انتصر في نزاله الأول. حقق بطولة الاتحاد الدولي للملاكمة.

## المسيرة الاحترافية
من نزالاته:
- خسر أمام آل كول (1993).
- خسر أمام لينوكس لويس بالضربة القاضية (1991).

## إحصائيات
خاض خلال مسيرته 39 نزالا، فاز في 30 وتعادل في 1 وخسر في 8. فاز بالضربة القاضية في 12 نزالا.

## روابط خارجية
- جلين مكروري على موقع بوكس ريك (الإنجليزية) (registration required)